# Gyai'ra Losang Dainzin
Gyai'ra Losang Dainzin (1953-) is een Tibetaans politicus en gouverneur. Hij is de zoon van Lhalu Tsewang Dorje en kleinzoon van Lungshar.
In 2003 werd hij vicevoorzitter van de regering van de Tibetaanse Autonome Regio.